# ピーター・キング (初代キング男爵)
初代キング男爵ピーター・キング（英語: Peter King, 1st Baron King PC FRS、1669年頃 - 1734年7月22日）は、イギリスの法律家、政治家。1725年から1733年まで大法官を務めた。

## 生涯
ジェローム・キングとアン・ロック（ジョン・ロックの叔父ピーター・ロックの娘）の間の息子として、1669年にエクセターで生まれ、エクセター・グラマー・スクールで教育を受けた。青年期のときは初期教会史に興味を持ち、1691年に匿名で『An Enquiry into the Constitution, Discipline, Unity and Worship of the Primitive Church that flourished within the first Three Hundred Years after Christ』という初期教会史に関する著作を出版した。母方の親族で哲学者のジョン・ロックはこの著作に興味を持ち、キングの父に彼をライデン大学に送るよう提案した。キングはライデン大学で3年間学んだ後、1694年10月23日にミドル・テンプルに入り、1698年6月8日に弁護士資格免許を得た。
1701年1月10日にベア・アルストン選挙区で庶民院議員に当選、以降1715年まで議席を維持した。1702年2月に初演説をした後、ロックからの祝いの手紙が届いたが、ロックによると初演説の反響は良かったという。1704年にもエイルズベリー（Aylesbury）の選挙について演説した。
1705年にグラストンベリー市裁判所判事に任命され、1708年7月27日にロンドン市裁判所判事に任命された。1708年9月12日、アウデナールデの戦いでの勝利についてアン女王に賛辞を述べた後、ウィンザー城でナイトに叙された。この時点でホイッグ党の重鎮の1人とされており、1710年にはヘンリー・サシェヴェレルを追訴した人物の1人となった。1714年9月20日にジョージ1世がロンドンに到着したときは市裁判所判事として彼を歓迎した。1714年10月26日に高等法廷弁護士（serjeant-at-law）になり、11月22日に民訴裁判所主席裁判官就任した。1715年ジャコバイト蜂起に反乱に参加した平民を追訴したが、寛容な方針をとったという。1725年にキング男爵に叙され、貴族院議長に就任した後、同年6月に大法官になった。1733年、脳卒中で麻痺を起こしたため辞任を余儀なくされた。そのとき、4,000ポンドの年金か1回きりで20,000ポンドをもらうという選択肢を与えられ、後者を選択した。
1728年11月14日、王立協会フェローに選出された。
1734年7月22日、サリー州オッカムで死去した。

## 評価

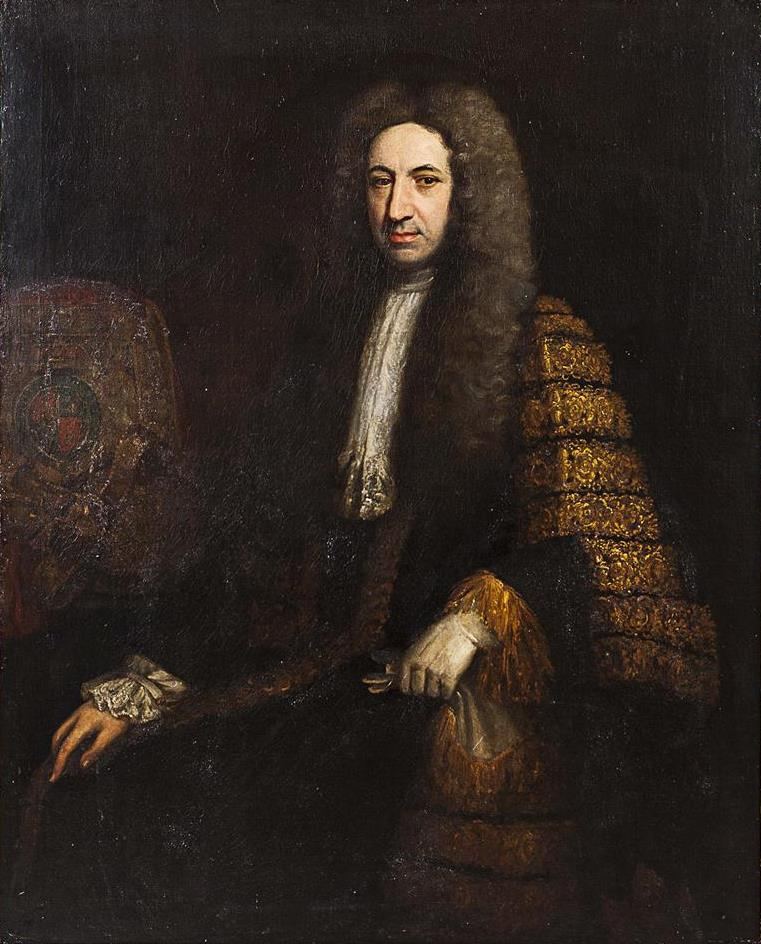
1725年のキング男爵

英国人名事典は「キング以上の名声をもって大法官に就任した者は少なく、キング以下の名声をもって大法官を離任した者も少ない」と酷評し、キングがたびたび判決を引き延ばしたとも記述した。一方でイングランドの不動産に関する所在地法の原則を定め、夫が妻の個人的な財産に（衡平法に基づく裁判による）法的権利を有する場合、その財産の一部を妻に残さなければ衡平法に基づく権利を行使できないとした。また、1730年裁判所手続き法を提出して、裁判所で使用する言語をラテン語から英語に改めた。

## 家族
1704年9月、アン・セイズと結婚した。2人は4男2女をもうけた。
- ジョン（1706年 – 1740年） - 第2代キング男爵
- ピーター（1709年 – 1754年） - 第3代キング男爵
- ウィリアム（1711年 – 1767年） - 第4代キング男爵
- トマス（1712年 – 1779年） - 第5代キング男爵